# Nibbler

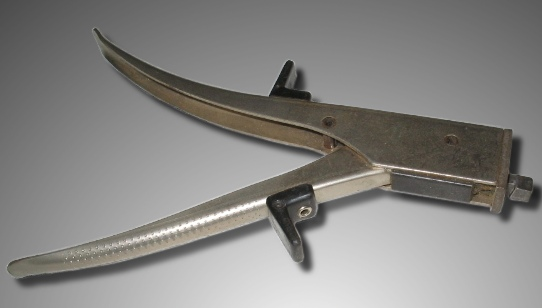
Manuell nibbler, stansningsvariant

Nibbler är en tång som används för att kapa i plåt och plast med minimal formförändring.

## Konstruktion
Det finns två varianter, en som stansar ur hålen i en linjär rörelse, en annan som skjuvar materialet. De kan antingen vara eldrivna, pneumatiska eller användas med hjälp av handkraft.

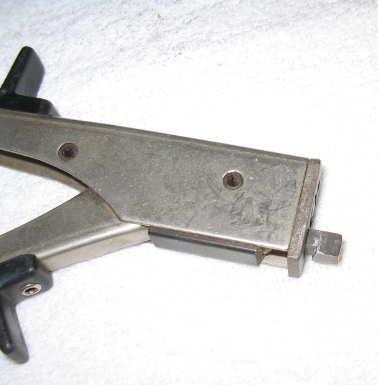
Stansande nibbler och detaljerad bild av stanshuvudet på en manuell nibbler.
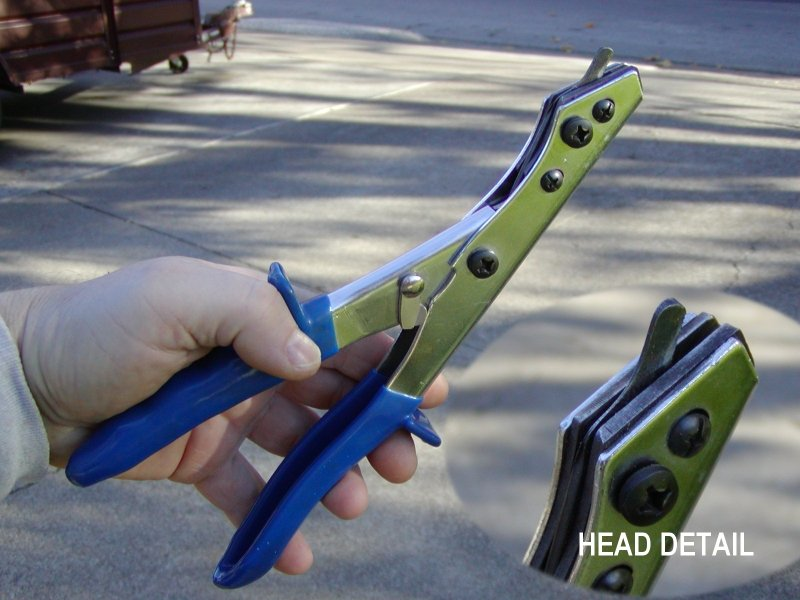
Skjuvande nibbler och detaljerad bild av skärhuvudet.